# Diplotaxis boops
Diplotaxis boops är en skalbaggsart som beskrevs av Bates 1888. Diplotaxis boops ingår i släktet Diplotaxis och familjen Melolonthidae. Inga underarter finns listade i Catalogue of Life.